# Loi du 9 mai 2001 relative à l'égalité professionnelle entre les femmes et les hommes
Lire en ligne

sur Légifrance

La loi du 9 mai 2001 relative à l'égalité professionnelle entre les femmes et les hommes, dite loi « Génisson », du nom de Catherine Génisson, députée, précise et complète la première loi sur l’égalité professionnelle entre les femmes et les hommes du 13 juillet 1983 (loi Roudy). 
En France, c’est la loi du 13 juillet 1983, portant modification du code du travail et du code pénal en ce qui concerne l’égalité professionnelle entre les femmes et les hommes, qui transpose une directive européenne. La loi réaffirme le principe de l’égalité dans tout le champ professionnel (recrutement, rémunération, promotion ou formation).
La loi du 9 mai 2001 encourage la mise en œuvre de mesures de rattrapage tendant à remédier aux inégalités constatées, notamment en ce qui concerne les conditions d’accès à l’emploi, à la formation et à la promotion professionnelle et pour ce qui est des conditions de travail et d’emploi. La loi crée aussi une obligation de négocier sur l’égalité professionnelle au niveau de l’entreprise et au niveau des branches. Elle réaffirme l’obligation pour les entreprises de rédiger un rapport de situation comparée qui doit reposer sur des indicateurs chiffrés. Ce texte développe donc le dialogue social sur l’égalité professionnelle.
La loi Génisson a été renforcée par la loi du 23 mars 2006 relative à l’égalité salariale entre les femmes et les hommes, elle-même issue de l’accord national interprofessionnel sur la mixité et l’égalité professionnelle signé en 2004. 